# Veikko Linna
Veikko Linna, född Veikko Adolf Lindgren den 13 januari 1901 i Jorois, död den 24 augusti 1970, var en finländsk skådespelare.

## Filmografi (i urval)
- 1943 – Bondmorans synd
- 1943 – Förbjudna stunder
- 1947 – Lille Matti i den stora vida världen
- 1951 – Kvinnan bakom allt
- 1952 – Flottarkärlek
- 1954 – Jag gungar i högsta grenen
- 1954 – Hilmadagen
- 1954 – Säkkijärven polkka